# Герб Алфандеги-да-Фе
Ге́рб Алфа́ндеги-да-Фе́ — офіційний символ містечка Алфандега-да-Фе, Португалія. Використовується як територіальний герб. У чорному щиті срібна башта із червоними вікнами та брамою. Над баштою сім золотих бджіл, розташованих півколом і обернених до центру. Щит увінчує срібна мурована містечкова корона з чотирма вежами.  Під щитом біла стрічка, на якій великими літерами напис португальською: «Alfândega da Fé» (містечко Алфандега-да-Фе).  Офіційно затверджений 27 квітня 1935 року.  

## Галерея

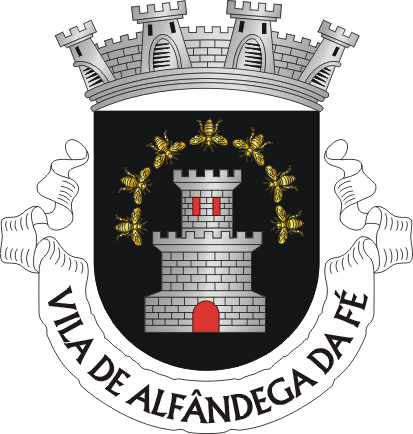
Прапор